# Linz-East Airport
Linz-East Airport (tyska: Flugplatz Linz-Ost) är en flygplats i Österrike.   Den ligger i staden Linz i förbundslandet Oberösterreich, i den nordöstra delen av landet, 150 km väster om huvudstaden Wien. Linz-East Airport ligger 247 meter över havet.
Terrängen runt Linz-East Airport är kuperad norrut, men söderut är den platt. Runt Linz-East Airport är det mycket tätbefolkat, med 1 056 invånare per kvadratkilometer.. Närmaste större samhälle är Linz, 3,6 km väster om Linz-East Airport.
Runt Linz-East Airport är det i huvudsak tätbebyggt.